# Mingxing
|  | No s'ha de confondre amb Minxin. |

La Mingxing Film Company (xinès: 明星影片公司, pinyin: Míngxīng Yǐngpiān Gōngsī, literalment 'Bright Star Film Company'), també coneguda com The Star Motion Picture Company, va ser una de les més grans companyies de producció durant les dècades dels 20 i els 30 del segle xx en l'era republicana xinesa. Fundada en Xangai, la companyia va durar del 1922 fins al 1937 quan va tancar de manera permanent per culpa de la Segona Guerra sinojaponesa.

## Història
Fundada el 1922 per Zhang Shichuan, Zheng Zhengqiu, i Zhou Jianyun, Mingxing va emergir juntament amb la Dazhonghua Baihe Film Company i la Tianyi Film Company com un dels tres estudis dominants dels 20. Durant eixe període els tres estudis van ser coneguts per produir entreteniment "lleuger", tot i que fins i tot en aquests primers temps hi havia senyals de crítica social; heretada del Moviment del Quatre de Maig.
La companyia cinematogràfica va passar per dificultats econòmiques en els seus primers anys amb els seus curtmetratges còmics, tal com Laborer's Love i The King of Comedy Visits Shanghai de 1922. El 1923 l'empresa va produir Orphan Rescues Grandfather, (L'Orfe salva el seu avi) que es va convertir en un èxit comercial i amb això es van poder quadrar els números a Mingxing.
A principis dels 30 Mingxing s'havia convertit en el principal estudi de cinema a la Xina, i dominava el mercat amb el seu rival més important, la Lianhua Film Company (que ara coparticipava la Dazhonghua Baihe). El 1931, el primer estudi de so xinés Sing-Song Girl Red Peony va ser creat producte d'una fusió entre la producció d'imatges de la Mingxing Film Company i la tecnologia sonora de Pathé. No obstant, el so era enregistrat en disc, i el primer so a la Xina en una pel·lícula de cinema sonor va ser creat per la Tianyi Film Company. Tianyi també va continuar produint pel·lícules al llarg dels anys trenta, tot i que la seua producció no va poder competir amb les dues empreses líders. A mitjans dels 30, tant Mingxing com Lianhua s'havien convertit en productores importants a Xangai. Amb la mort del cofundador Zheng Zhengqiu el 1934, i l'arribada d'una guerra a tota escala el 1937, Mingxing es va veure obligada a tancar les portes definitivament.
Els elements de l'operació Mingxing serien ressuscitats per Zhang Shichuan el 1938 amb la Guohao Film Company.

## Pel·lícules notables
- Laborer's Love (1922) (Dir. Zhang Shichuan)[6]
- The King of Comedy Visits Shanghai (1922) (Dir. Zhang Shichuan)
- The Burning of the Red Lotus Temple (L'Incendi del Temple del Lotus Vermell) (1928) (Dir. Zhang Shichuan)
- Spring Silkworms (1933) (Dir. Cheng Bugao)[6]
- Wild Torrents (1933) (Dir. Cheng Bugao)
- Twin Sisters (1935) (Dir. Zheng Zhengqiu)[6]
- The Boatman's Daughter (1935) (Dir. Shen Xiling)
- Crossroads  (1937) (Dir. Shen Xiling)[6]
- Street Angels (1937) (Dir. Yuan Muzhi)[6]